# Tachina conjuncta
Tachina conjuncta är en tvåvingeart som beskrevs av Walker 1853. Tachina conjuncta ingår i släktet Tachina och familjen parasitflugor. Inga underarter finns listade i Catalogue of Life.